# 严剑葵
严剑葵（1976年3月19日—）是中华人民共和国退役女子短跑运动员。曾参加1996年夏季奥林匹克运动会的100米赛跑和200米赛跑。
1998年，她赢得亚洲锦标赛的100米赛跑和200米赛跑，在亚洲运动会200米赛跑上夺取铜牌。她被选中代表亚洲参加1998年国际田联世界杯，但在两个项目分别位列第八名和最后一名。在2002年亚洲田径锦标赛的200米赛跑上她夺得铜牌。
她也参加了1997年世界室内田径锦标赛和1997年世界田径锦标赛，但都没进入决赛。但她和400米接力赛跑队一同在1997年的世锦赛上以第八名完赛。
她的个人最好成绩都在1998年取得。她在北京跑100米跑出11.22秒，在石家庄跑200米跑出22.85秒。

## 大賽紀錄
| 年        | 賽事       | 舉辦城市  | 名次      | 記錄          |
| 代表 中国 | 代表 中国  | 代表 中国 | 代表 中国 | 代表 中国     |
| --------- | ---------- | --------- | --------- | ------------- |
| 1997      | 东亚运动会 | 韩国釜山  | 第1名     | 200 m         |
| 1998      | 亚洲锦标赛 | 日本福冈  | 第1名     | 100 m         |
| 1998      | 亚洲锦标赛 | 日本福冈  | 第1名     | 200 m         |
| 2001      | 东亚运动会 | 日本大阪  | 第2名     | 200 m         |
| 2001      | 东亚运动会 | 日本大阪  | 第1名     | 400米接力赛跑 |

## 外部連結
- 严剑葵在World Athletics（英语）
- 严剑葵在Olympedia（英语）